# Sanvensa
Sanvensa é uma comuna francesa na região administrativa de Occitânia, no departamento de Aveyron. Estende-se por uma área de 25,48 km². Em 2010 a comuna tinha 672 habitantes (densidade: 26,4 hab./km²).